# Egbert van Drielst
Egbert van Drielst (døbt 12. marts 1745 i Groningen, begravet 4. juni 1818 i Amsterdam) var en nederlandsk landskabsmaler.

## Uddannelse
Van Drielst modtog sin første tegneundervisning fra J.F. Francé i Steven Numans lakfabrik i Groningen. Omkring 1761 kom van Drielst sammen med Numans søn Hermanus til Haarlem og blev elev af tapetmaleren Jan Augustini. I 1765 kom van Drielst til Amsterdam, og hans første kendte maleri blev til 1776. Her studerede han indtil 1768 hos Hendrik Meijer og blev ven med Adriaan de Lelie, hvorefter Drielst i to år arbejdede for tapetmaleren Jan Smeijers. Han studerede især de gamle guldaldermestre Salomon van Ruysdael, Jacob van Ruysdael, Jan Wijnants og i særlig grad Meindert Hobbema og søgte at lære deres teknikker til landskabsgengivelse.
I mellemtiden blev van Drielst medlem af Stadstekenakademie på rådhuset, hvor malere kunne modtage lektioner i anatomi ved Andreas Bonn. Enkelte af van Drielsts nøgenstudier fra denne periode kendes. I 1768 blev han medlem af Amsterdams Sankt Lukasgilde, og 1788 blev han medlem af foreningen Felix Meritis.

## Virke som landskabsmaler
Mellem 1770 og 1810 udførte Egbert van Drielst en lang række tapetmalerier af udsøgt kvalitet, bl.a. i husene langs Amsterdams Keizersgracht, hvor han selv boede i perioder i husene nr. 592 og 418. Van Drielst valgte ofte motiver fra Drenthe-området og kaldes til tider "Drenthe Hobbema". Kun en del af disse tapeter er bevaret på deres oprindelige plads, mens de fleste findes i andre museer og samlinger. Hans tapeter kan bl.a. ses i Geelvinck Hinlopen Huis, i Elswout, i Rijksmuseum Twenthe og i Rijksmuseum Amsterdam. Nivaagaards Malerisamling har et maleri (Landskab med vandmølle) af van Drielst.
I 1790 ægtede van Drielst en pige fra Hoogeveen.
Jan van Ekels den yngre har malet et portræt af van Drielst (1793, Rijksmuseum Amsterdam).